# Remy Munasifi

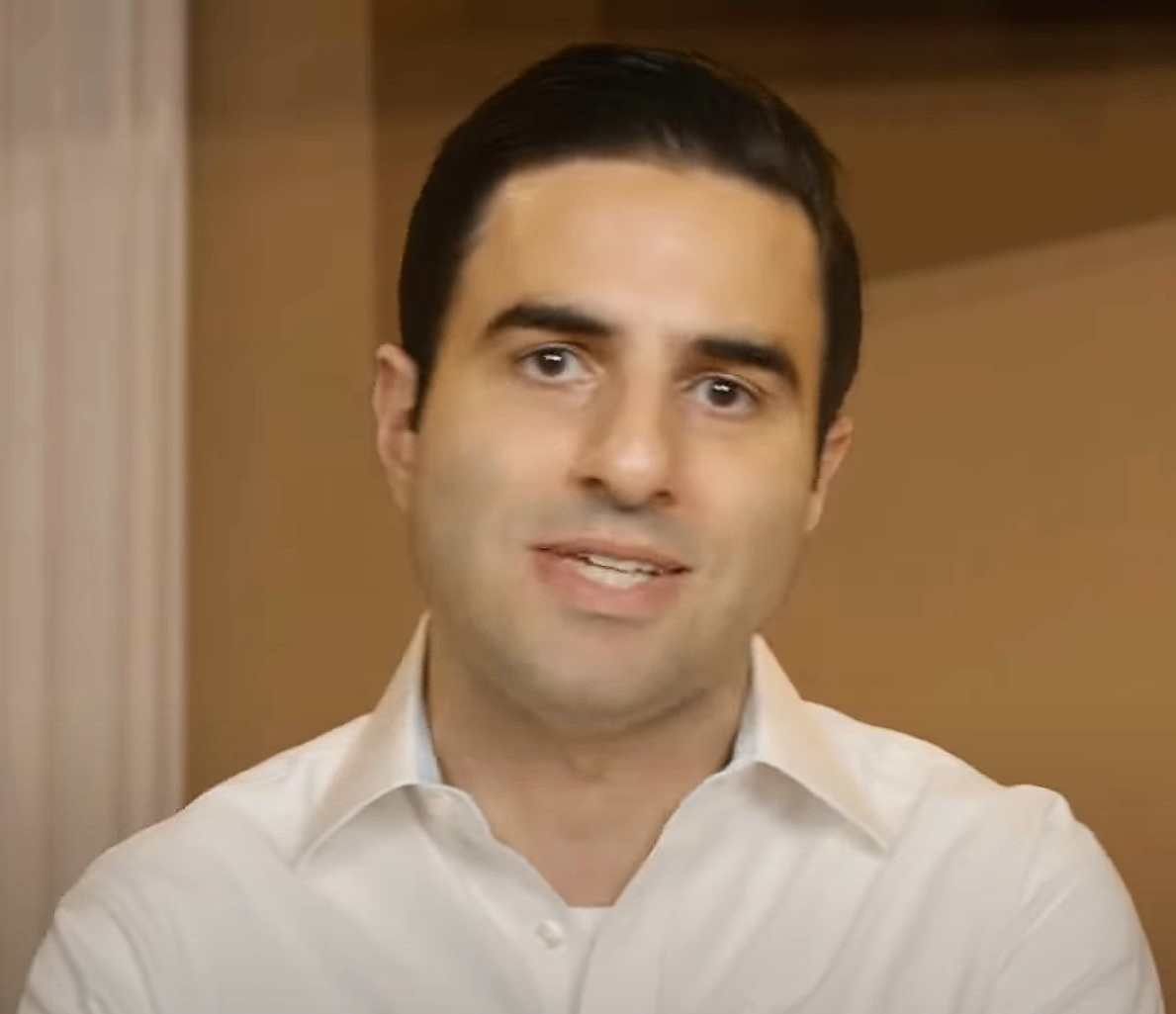
Remy Munasifi, 2021

Remy Munasifi (* 16. Juni 1980) ist ein amerikanischer Stand-up-Comedian und Musiker. Bekannt geworden ist Munasifi durch Parodien im Internet. Auf seinem mittlerweile inaktivem YouTube-Kanal GoRemy hatte dieser insgesamt 97 Millionen Aufrufe (Stand Dezember 2020).

## Karriere
Munasifi ist vor allem bekannt durch seinen Kanal GoRemy, auf dem er bis 2017 noch regelmäßig Videos hochlud, in welchen er eine Kunstfigur namens Habib Abdul Habib spielt und sich über gewisse Themen, wie Sicherheitskontrollen in den USA, lustig machte.
Seit 2010 ist Munasifi Partner von ReasonTV und arbeitet dort an Parodien.  Seit 2019 hat er einen weiteren YouTube-Kanal namens MTGRemy, auf welchem er u. a. berühmte Lieder covert und die Lyrics so verändert, dass sie einen Bezug zu dem berühmten Sammelkartenspiel Magic: The Gathering (kurz: MTG) haben. Auf diesem Kanal lud er bereits 38 Videos hoch, welche insgesamt über 2 Millionen Mal aufgerufen wurden (Stand: Dezember 2020).